# 170
El 170 (CLXX) fou un any comú començat en diumenge del calendari julià.

## Esdeveniments
- L'indi Chu Sho-fu arriba a la Xina per predicar-hi el budisme.[1]